# 5204 Herakleitos
5204 Herakleitos (1988 CN2) là một tiểu hành tinh vành đai chính được phát hiện ngày 11 tháng 2 năm 1988 bởi Elst, E. W. ở La Silla.